# Чемпионат Европы по плаванию на короткой воде 2015
22-й чемпионат Европы по плаванию на короткой воде проходил с 2 по 6 декабря 2015 года в израильском городе Нетания.

## Призёры

### Мужчины
| Дисциплины                      | Золото | Золото      | Серебро | Серебро  | Бронза | Бронза   |
| ------------------------------- | --- | ----------- | --- | -------- | --- | -------- |
| 50 м вольным стилем             | Евгений Седов · Россия                                                                                        | 20.87       | Марко Орси · Италия                                                                                        | 20.92    | Себастьян Щепаньский · Польша                                                                                | 21.21    |
| 100 м вольным стилем            | Марко Орси · Италия                                                                                           | 46.05       | Питер Тиммерс · Бельгия                                                                                    | 46.61    | Себастьян Щепаньский · Польша                                                                                | 46.87    |
| 200 м вольным стилем            | Пауль Бидерман · Германия                                                                                     | 1:42.68     | Питер Тиммерс · Бельгия                                                                                    | 1:42.85  | Гленн Сургелус · Бельгия · Вячеслав Андрусенко · Россия                                                      | 1:43.55  |
| 400 м вольным стилем            | Петер Бернек · Венгрия                                                                                        | 3:35.46     | Пауль Бидерман · Германия                                                                                  | 3:35.96  | Габриэле Детти · Италия                                                                                      | 3:37.22  |
| 1500 м вольным стилем           | Грегорио Пальтриньери · Италия                                                                                | 14:08.06 WR | Габриэле Детти · Италия                                                                                    | 14:18.00 | Хенрик Кристиансен · Норвегия                                                                                | 14:23.60 |
| 50 м на спине                   | Томаш Полевка · Польша                                                                                        | 22.96       | Крис Уокер-Хебборн · Великобритания · Симоне Саббиони · Италия                                             | 23.09    | не присуждалось                                                                                              |          |
| 100 м на спине                  | Радослав Кавенцкий · Польша                                                                                   | 49.64       | Станислав Донец · Россия                                                                                   | 50.30    | Крис Уокер-Хебборн · Великобритания                                                                          | 50.35    |
| 200 м на спине                  | Радослав Кавенцкий · Польша                                                                                   | 1:48.33     | Яков Тумаркин · Израиль                                                                                    | 1:49.84  | Симоне Саббиони · Италия                                                                                     | 1:50.75  |
| 50 м брассом                    | Дамир Дугонжич · Словения                                                                                     | 26.20       | Адам Пити · Великобритания                                                                                 | 26.21    | Олег Костин · Россия · Александр Мёрфи · Ирландия                                                            | 26.35    |
| 100 м брассом                   | Марко Кох · Германия                                                                                          | 56.78       | Адам Пити · Великобритания                                                                                 | 56.96    | Гедрюс Титянис · Литва                                                                                       | 57.02    |
| 200 м брассом                   | Марко Кох · Германия                                                                                          | 2:00.53     | Даниель Дьюрта · Венгрия                                                                                   | 2:01.99  | Эндрю Уиллис · Великобритания                                                                                | 2:02.76  |
| 50 м баттерфляем                | Андрей Говоров · Украина                                                                                      | 22.36       | Евгений Цуркин · Беларусь                                                                                  | 22.56    | Александр Попков · Россия                                                                                    | 22.69    |
| 100 м баттерфляем               | Ласло Чех · Венгрия                                                                                           | 49.33       | Маттео Ривольта · Италия                                                                                   | 49.70    | Никита Коновалов · Россия                                                                                    | 50.28    |
| 200 м баттерфляем               | Ласло Чех · Венгрия                                                                                           | 1:49.00 ER  | Виктор Бромер · Дания                                                                                      | 1:51.62  | Симон Шёдин · Швеция                                                                                         | 1:52.89  |
| 100 м, комплексное плавание     | Сергей Фесиков · Россия                                                                                       | 52.00       | Яков Тумаркин · Израиль                                                                                    | 52.62    | Андреас Вазайос · Греция                                                                                     | 52.67    |
| 200 м, комплексное плавание     | Ласло Чех · Венгрия                                                                                           | 1:51.36 ER  | Филип Хайнц · Германия                                                                                     | 1:53.21  | Диогу Карвалью · Португалия                                                                                  | 1:53.45  |
| 400 м, комплексное плавание     | Давид Веррасто · Венгрия                                                                                      | 4:02.43     | Роберто Павони · Великобритания                                                                            | 4:02.69  | Гал Нево · Израиль                                                                                           | 4:04.68  |
| эстафета 4×50 м вольным стилем  | Россия · Евгений Седов (20.71) · Андрей Арбузов (20.94) · Александр Клюкин (20.93) · Никита Коновалов (20.91) | 1:23.49     | Италия · Федерико Боккья (21.56) · Марко Орси (20.46) · Джузеппе Гуттузо (21.20) · Филиппо Маньини (21.22) | 1:24.44  | Беларусь · Евгений Цуркин (21.83) · Антон Латкин (21.11) · Виктор Стаселович (21.03) · Артём Мачехин (21.04) | 1:25.01  |
| комбинированная эстафета 4×50 м | Италия · Симоне Саббиони (23.29) · Фабио Скоццоли (25.88) · Маттео Ривольта (22.19) · Марко Орси (20.35)      | 1:31.71     | Россия · Андрей Шабасов (23.46) · Олег Костин (26.05) · Александр Попков (22.26) · Евгений Седов (20.40)   | 1:32.17  | Беларусь · Павел Санкович (23.45) · Илья Шиманович (26.59) · Евгений Цуркин (21.99) · Антон Латкин (21.18)   | 1:33.21  |

### Женщины
| Дисциплины                      | Золото | Золото   | Серебро | Серебро | Бронза | Бронза  |
| ------------------------------- | --- | -------- | --- | ------- | --- | ------- |
| 50 м вольным стилем             | Раноми Кромовидьойо · Нидерланды                                                                                   | 23.56    | Сара Шёстрём · Швеция                                                                                             | 23.63   | Джанетт Оттесен · Дания                                                                                             | 23.94   |
| 100 м вольным стилем            | Сара Шёстрём · Швеция                                                                                              | 51.37    | Раноми Кромовидьойо · Нидерланды                                                                                  | 51.59   | Вероника Попова · Россия                                                                                            | 52.02   |
| 200 м вольным стилем            | Федерика Пеллегрини · Италия                                                                                       | 1:51.89  | Вероника Попова · Россия                                                                                          | 1:52.46 | Фемке Хемскерк · Нидерланды                                                                                         | 1:52.81 |
| 400 м вольным стилем            | Джазмин Карлин · Великобритания                                                                                    | 3:58.81  | Катинка Хоссу · Венгрия                                                                                           | 3:58.84 | Богларка Капаш · Венгрия                                                                                            | 3:59.02 |
| 800 м вольным стилем            | Джазмин Карлин · Великобритания                                                                                    | 8:11.01  | Богларка Капаш · Венгрия                                                                                          | 8:11.43 | Шарон ван Раувендал · Нидерланды                                                                                    | 8:15.84 |
| 50 м на спине                   | Катинка Хоссу · Венгрия                                                                                            | 26.13    | Александра Урбанчик · Польша                                                                                      | 26.27   | Саня Йованович · Хорватия                                                                                           | 26.45   |
| 100 м на спине                  | Катинка Хоссу · Венгрия                                                                                            | 55.42    | Алицья Тхош · Польша                                                                                              | 57.17   | Эйглоу Оуск Густафсдоуттир · Исландия                                                                               | 57.42   |
| 200 м на спине                  | Катинка Хоссу · Венгрия                                                                                            | 1:59.84  | Дарья Устинова · Россия                                                                                           | 2:01.57 | Эйглоу Оуск Густафсдоуттир · Исландия                                                                               | 2:03.53 |
| 50 м брассом                    | Йенна Лаукканен · Финляндия                                                                                        | 29.15    | Фанни Леклюиз · Бельгия                                                                                           | 29.84   | Наталья Иванеева · Россия                                                                                           | 29.99   |
| 100 м брассом                   | Йенна Лаукканен · Финляндия                                                                                        | 1:04.56  | Моник Нейхейс · Нидерланды                                                                                        | 1:05.21 | Виктория Зейнеп Гюнеш · Турция                                                                                      | 1:05.32 |
| 200 м брассом                   | Фанни Леклюиз · Бельгия                                                                                            | 2:18.49  | Мария Асташкина · Россия                                                                                          | 2:19.69 | Виктория Зейнеп Гюнеш · Турция                                                                                      | 2:19.73 |
| 50 м баттерфляем                | Сара Шёстрём · Швеция                                                                                              | 24.58    | Джанетт Оттесен · Дания                                                                                           | 25.04   | Сильвия Ди Пьетро · Италия                                                                                          | 25.26   |
| 100 м баттерфляем               | Сара Шёстрём · Швеция                                                                                              | 55.03    | Джанетт Оттесен · Дания                                                                                           | 55.68   | Александра Венк · Германия                                                                                          | 56.43   |
| 200 м баттерфляем               | Франциска Хентке · Германия                                                                                        | 2:03.01  | Лара Гранжон · Франция                                                                                            | 2:03.85 | Алессия Польери · Италия                                                                                            | 2:04.37 |
| 100 м, комплексное плавание     | Катинка Хоссу · Венгрия                                                                                            | 56.67 WR | Шивон-Мари О’Коннор · Великобритания                                                                              | 57.65   | Маррит Стенберген · Нидерланды                                                                                      | 59.00   |
| 200 м, комплексное плавание     | Катинка Хоссу · Венгрия                                                                                            | 2:02.53  | Шивон-Мари О'Коннор · Великобритания                                                                              | 2:05.13 | Луис Ханссон · Швеция                                                                                               | 2:07.96 |
| 400 м, комплексное плавание     | Катинка Хоссу · Венгрия                                                                                            | 4:19.75  | Ханна Майли · Великобритания                                                                                      | 4:26.87 | Лара Гранжон · Франция                                                                                              | 4:27.31 |
| эстафета 4×50 м вольным стилем  | Италия · Сильвия Ди Пьетро (24.03) · Эрика Феррайоли (23.59) · Аглая Пеццато (24.14) · Федерика Пеллегрини (24.29) | 1:36.05  | Нидерланды · Инге Деккер (24.41) · Фемке Хемскерк (24.01) · Тамара ван Влит (24.52) · Раноми Кромовидьойо (23.26) | 1:36.20 | Россия · Розалия Насретдинова (24.40) · Вероника Попова (23.92) · Дарья Карташова (24.19) · Наталья Ловцова (24.11) | 1:36.62 |
| комбинированная эстафета 4×50 м | Нидерланды · Тесса Вермюлен (27.51) · Моник Нейхейс (29.27) · Инге Деккер (25.10) · Раноми Кромовидьойо (22.97)    | 1:44.85  | Швеция · Луис Ханссон (27.23) · Софи Ханссон (29.82) · Сара Шёстрём (24.33) · Магдалена Курас (23.96)             | 1:45.34 | Италия · Елена Гемо (26.95) · Мартина Карраро (30.06) · Сильвия Ди Пьетро (24.98) · Эрика Феррайоли (23.74)         | 1:45.73 |

### Микст
| Дисциплины                  | Золото | Золото  | Серебро | Серебро | Бронза | Бронза  |
| --------------------------- | --- | ------- | --- | ------- | --- | ------- |
| 4×50 м вольным стилем       | Италия · Федерико Боккья (21.58) · Марко Орси (20.46) · Сильвия Ди Пьетро (23.63) · Эрика Феррайоли (23.59)      | 1:29.26 | Россия · Евгений Седов (21.14) · Никита Коновалов (20.85) · Наталья Ловцова (23.63) · Розалия Насретдинова (23.97) | 1:29.59 | Нидерланды · Джесси Пютс (21.74) · Бен Швитерт (21.78) · Инге Деккер (23.78) · Раноми Кромовидьойо (22.73)            | 1:30.03 |
| комплексная эстафета 4×50 м | Италия · Симоне Саббиони (23.50) · Фабио Скоццолли (25.99) · Сильвия Ди Пьетро (25.24) · Эрика Феррайоли (23.60) | 1:38.33 | Россия · Андрей Шабасов (23.52) · Андрей Николаев (25.69) · Алина Кашинская (25.47) · Розалия Насретдинова (23.68) | 1:38.36 | Беларусь · Павел Санкович (23.50) · Илья Шиманович (26.64) · Светлана Хохлова (25.33) · Александра Герасименя (23.56) | 1:39.03 |

## Участники
В чемпионате приняли участие 500 спортсменов из 48 европейских стран.
| - Албания (2) - Андорра (2) - Армения (2) - Австралия (19) - Азербайджан (3) - Беларусь (13) - Бельгия (11) - Босния и Герцеговина (3) - Болгария (2) - Хорватия (9) - Кипр (2) - Чехия (27) | - Дания (8) - Эстония (16) - Фарерские острова (3) - Финляндия (22) - Франция (13) - Грузия (2) - Германия (27) - Великобритания (12) - Греция (3) - Венгрия (27) - Исландия (3) - Ирландия (2) | - Израиль (46) - Италия (36) - Косово (2) - Латвия (3) - Лихтенштейн (1) - Литва (7) - Люксембург (6) - Северная Македония (1) - Мальта (2) - Молдова (3) - Нидерланды (13) - Норвегия (8) | - Польша (8) - Португалия (14) - Румыния (5) - Россия (38) - Сербия (7) - Словения (12) - Словакия (10) - Испания (4) - Швеция (7) - Швейцария (11) - Турция (18) - Украина (5) |

## Распределение наград
Страна - организатор
| Место | Страна         | Золото | Серебро | Бронза | Всего |
| ----- | -------------- | ------ | ------- | ------ | ----- |
| 1     | Венгрия        | 11     | 3       | 1      | 15    |
| 2     | Италия         | 7      | 5       | 5      | 17    |
| 3     | Германия       | 4      | 2       | 1      | 7     |
| 4     | Россия         | 3      | 7       | 7      | 17    |
| 5     | Швеция         | 3      | 2       | 2      | 7     |
| 5     | Польша         | 3      | 2       | 2      | 7     |
| 7     | Великобритания | 2      | 7       | 2      | 11    |
| 8     | Нидерланды     | 2      | 3       | 4      | 9     |
| 9     | Финляндия      | 2      | 0       | 0      | 2     |
| 10    | Бельгия        | 1      | 3       | 1      | 5     |
| 11    | Словения       | 1      | 0       | 0      | 1     |
| 11    | Украина        | 1      | 0       | 0      | 1     |
| 13    | Дания          | 0      | 3       | 1      | 4     |
| 14    | Израиль        | 0      | 2       | 1      | 3     |
| 15    | Беларусь       | 0      | 1       | 3      | 4     |
| 16    | Франция        | 0      | 1       | 1      | 2     |
| 17    | Турция         | 0      | 0       | 2      | 2     |
| 17    | Исландия       | 0      | 0       | 2      | 2     |
| 19    | Литва          | 0      | 0       | 1      | 1     |
| 19    | Ирландия       | 0      | 0       | 1      | 1     |
| 19    | Португалия     | 0      | 0       | 1      | 1     |
| 19    | Хорватия       | 0      | 0       | 1      | 1     |
| 19    | Греция         | 0      | 0       | 1      | 1     |
| 19    | Норвегия       | 0      | 0       | 1      | 1     |
| Всего | Всего          | 40     | 41      | 41     | 122   |